# تپه و گورستان قاسم‌آباد
تپه و گورستان قاسم‌آباد مربوط به عصر مس - سده‌های میانی دوران‌های تاریخی پس از اسلام است و در شهرستان کوهرنگ، بخش مرکزی، دهستان شوراب تنگزی، روستای قاسم‌آباد واقع شده و این اثر در تاریخ ۱۳ آبان ۱۳۸۶ با شمارهٔ ثبت ۱۹۷۹۵ به‌عنوان یکی از آثار ملی ایران به ثبت رسیده است.